# میزیرس-ان-برن
میزیرس-ان-برن (به فرانسوی: Mézières-en-Brenne) یک کمون در فرانسه است که در اندر واقع شده‌است. میزیرس-ان-برن ۵۷٫۵۷ کیلومتر مربع مساحت و ۱٬۰۷۶ نفر جمعیت دارد و ۹۰ متر بالاتر از سطح دریا واقع شده‌است.